# Morti il 21 novembre
| Questa pagina contiene informazioni ricavate automaticamente dalle voci biografiche con l'ausilio del template Bio e di un bot. L'aggiornamento è periodico e automatico e ricostruisce completamente la pagina. Se manca una persona in questa lista, sei pregato di non aggiungerla, ma accertati piuttosto che la sua voce biografica contenga il template Bio e che i dati anagrafici siano correttamente compilati. Se il template Bio manca, inseriscilo tu stesso o, in alternativa, metti l'avviso {{tmp\|Bio}} che ne segnala la mancanza. Se i dati riportati sono sbagliati, correggi direttamente la voce biografica; le modifiche saranno visibili in questa lista entro pochi giorni. Per chiarimenti vedi il progetto biografie. La lista contiene solo le 512 persone che sono citate nell'enciclopedia e per le quali è stato implementato correttamente il template Bio. Pagina aggiornata al 9 ago 2025. |

## X secolo(2)
- 946 - Mauro di Cesena, vescovo e monaco cristiano italiano
- 1000 - Giovanni Vincenzo, arcivescovo italiano

## XI secolo(4)
- 1003 - Filoteo di Alessandria, arcivescovo cristiano orientale egiziano
- 1011 - Reizei, imperatore giapponese (n. 950)
- 1093 - Simeon, religioso inglese (n. 993)
- 1099 - Ermanno III di Hochstaden, arcivescovo cattolico tedesco

## XII secolo(2)
- 1129 - Nigel d'Aubigny, nobile normanno
- 1136 - William de Corbeil, arcivescovo cattolico normanno

## XIV secolo(4)
- 1303 - Filippo da Casaloldo, vescovo cattolico italiano
- 1325 - Jurij di Mosca, russo (n. 1281)
- 1361 - Filippo I di Borgogna, nobile (n. 1346)
- 1383 - Jean de Cros, cardinale e vescovo cattolico francese

## XV secolo(4)
- 1437 - Brunoro della Scala, nobiluomo italiano
- 1471 - João Gonçalves Zarco, esploratore portoghese (n. 1390)
- 1481 - Cosma Orsini, cardinale e arcivescovo cattolico italiano (n. 1420)
- 1484 - Juan Margarit i Pau, cardinale e vescovo cattolico spagnolo (n. 1421)

## XVI secolo(11)
- 1506 - Engilberto di Nevers, conte (n. 1462)
- 1517 - Sikandar Lodi, indiano
- 1537 - Giovanni Piccolomini, cardinale e arcivescovo cattolico italiano (n. 1475)
- 1553 - Ashina Morikiyo, militare giapponese (n. 1490)
- 1555 - Georg Agricola, scienziato e mineralogista tedesco (n. 1494)
- 1579 - Thomas Gresham, mercante e banchiere inglese (n. 1519)
- 1579 - Cipriano Piccolpasso, architetto, storico e ceramista italiano (n. 1524)
- 1580 - Hayashi Hidesada, militare giapponese
- 1581 - Kikkawa Tsuneie, militare giapponese (n. 1547)
- 1582 - Diego d'Asburgo, spagnolo (n. 1575)
- 1584 - Francisco Torres, gesuita, grecista e teologo spagnolo (n. 1509)

## XVII secolo(16)
- 1619 - Hieronymus Wierix, incisore e disegnatore fiammingo (n. 1553)
- 1639 - Henry Grey, VIII conte di Kent, nobile e politico inglese (n. 1583)
- 1641 - Johann Kaspar von Stadion, militare (n. 1567)
- 1642 - Arima Toyouji, militare giapponese (n. 1569)
- 1652 - Jan Brożek, matematico e astronomo polacco (n. 1585)
- 1653 - Vincenzo Rabatta, arcivescovo cattolico italiano (n. 1589)
- 1661 - Giulio Cesare Bianchi, religioso e letterato italiano (n. 1590)
- 1661 - Alfonso Perez de Vivero, generale e politico spagnolo (n. 1603)
- 1668 - Adolfo Guglielmo di Sassonia-Eisenach, nobile (n. 1632)
- 1670 - Guglielmo VII d'Assia-Kassel, nobile tedesco (n. 1651)
- 1671 - Thomas Fairfax, III lord Fairfax di Cameron, generale inglese (n. 1612)
- 1675 - Giorgio Guglielmo di Legnica, duca (n. 1660)
- 1675 - Cesare Maria Antonio Rasponi, cardinale italiano (n. 1615)
- 1684 - Cornelius Van Steenwyck, politico olandese (n. 1626)
- 1691 - Francis Couper, scrittore olandese (n. 1629)
- 1695 - Henry Purcell, compositore inglese (n. 1659)

## XVIII secolo(26)
- 1707 - Innocenzo Francesco del Liechtenstein, principe austriaco (n. 1693)
- 1710 - Bernardo Pasquini, compositore, clavicembalista e organista italiano (n. 1637)
- 1711 - Giuseppe Galardi, fantino italiano (n. 1672)
- 1712 - Ercole Visconti, arcivescovo cattolico e diplomatico italiano (n. 1645)
- 1715 - William Moreton, religioso inglese (n. 1641)
- 1715 - Grigorij Dmitrievič Stroganov, politico russo (n. 1656)
- 1717 - Carlo Ottaviano Guasco, vescovo cattolico italiano (n. 1650)
- 1717 - Jean-Baptiste Santerre, pittore, disegnatore e docente francese (n. 1651)
- 1721 - Abdul Jalil Shah IV di Johor, sovrano malese
- 1722 - Sebastiaen van Aken, pittore fiammingo (n. 1648)
- 1728 - Fëdor Matveevič Apraksin, ammiraglio russo (n. 1661)
- 1730 - François de Troy, pittore francese (n. 1645)
- 1732 - Álvaro José de Navia-Osorio y Vigil de la Rúa, generale, diplomatico e scrittore spagnolo (n. 1684)
- 1733 - Louis Boullogne II, pittore, incisore e disegnatore francese (n. 1654)
- 1734 - Alexis Simon Belle, pittore francese (n. 1674)
- 1756 - Giorgio Guzzetta, presbitero italiano (n. 1682)
- 1756 - José de Ibarra, pittore messicano (n. 1688)
- 1756 - Francesco Saverio Quadrio, presbitero, storico e scrittore italiano (n. 1695)
- 1760 - Antonio Brancato, presbitero italiano (n. 1688)
- 1761 - Charles Holmes, ammiraglio e politico inglese (n. 1711)
- 1777 - Giacomo Martorelli, filologo italiano (n. 1699)
- 1781 - Jean-Frédéric Phélypeaux de Maurepas, politico francese (n. 1701)
- 1782 - Jacques de Vaucanson, inventore e artista francese (n. 1709)
- 1789 - Gerolamo Dandolfi, vescovo cattolico italiano (n. 1722)
- 1791 - Giovanni Attilio Arnolfini, scrittore e idrologo italiano (n. 1733)
- 1797 - Pietro Pompeo Sales, compositore italiano

## XIX secolo(66)
- 1803 - Johannes Bückler, criminale tedesco (n. 1779)
- 1811 - Heinrich von Kleist, drammaturgo, poeta e scrittore tedesco (n. 1777)
- 1814 - Nicola Valletta, giurista e scrittore italiano (n. 1750)
- 1818 - Romoaldo Zanatti, pittore italiano (n. 1787)
- 1820 - James Harris, I conte di Malmesbury, diplomatico inglese (n. 1746)
- 1825 - Jean-Nicolas Buache, geografo francese (n. 1741)
- 1830 - Giovanni Battista Libero Badarò, fisico, botanico e giornalista italiano (n. 1798)
- 1830 - Giovanni Melchiorre Calosso, presbitero italiano (n. 1759)
- 1830 - Károly Kisfaludy, scrittore, drammaturgo e pittore ungherese (n. 1788)
- 1832 - Edward F. Tattnall, politico statunitense (n. 1788)
- 1835 - James Hogg, poeta e scrittore scozzese (n. 1770)
- 1835 - Francesca Maffei Festa, soprano e mezzosoprano italiana (n. 1778)
- 1841 - Antonio Mazzetti, magistrato e letterato italiano (n. 1784)
- 1842 - Nicolas Clément, medico e chimico francese (n. 1779)
- 1844 - Ivan Andreevič Krylov, scrittore e commediografo russo (n. 1768)
- 1849 - François Marius Granet, pittore francese (n. 1775)
- 1854 - Thomas Degeorge, pittore francese (n. 1786)
- 1855 - Marino Marini, presbitero e archivista italiano (n. 1783)
- 1856 - Marie Hassenpflug, scrittrice tedesca (n. 1788)
- 1856 - Lev Alekseevič Perovskij, mineralogista russo (n. 1792)
- 1856 - Charles de Steuben, pittore francese (n. 1780)
- 1859 - Antonio Arcioni, patriota e militare svizzero (n. 1811)
- 1859 - Charles Chevalier, ingegnere e ottico francese (n. 1804)
- 1859 - Yoshida Shōin, rivoluzionario e educatore giapponese (n. 1830)
- 1860 - Giorgio Guglielmo di Schaumburg-Lippe, sovrano tedesco (n. 1784)
- 1860 - John Eatton Le Conte, naturalista, entomologo e botanico statunitense (n. 1784)
- 1861 - Jean-Baptiste Henri Lacordaire, religioso, giornalista e politico francese (n. 1802)
- 1861 - Francesco Saverio del Carretto, militare e politico italiano (n. 1777)
- 1863 - George Alexander Hoskins, avvocato e scrittore britannico (n. 1802)
- 1863 - Josef Mayseder, violinista e compositore austriaco (n. 1789)
- 1864 - Jean-François Mollard, militare francese (n. 1795)
- 1869 - Benjamin Fitzpatrick, politico statunitense (n. 1802)
- 1869 - Władysław Ostrowski, militare polacco (n. 1790)
- 1870 - Karel Jaromír Erben, filologo e poeta ceco (n. 1811)
- 1870 - Andrea Meneghini, politico italiano (n. 1806)
- 1872 - Giovanni Miani, esploratore italiano (n. 1810)
- 1874 - William Jardine, naturalista scozzese (n. 1800)
- 1874 - Marià Fortuny i Marsal, pittore spagnolo (n. 1838)
- 1875 - Alexandre Colin, pittore e litografo francese (n. 1798)
- 1877 - Francesco Serra, militare e politico italiano (n. 1801)
- 1878 - Francisco Salmerón, avvocato e politico spagnolo (n. 1822)
- 1878 - Agathon Wunderlich, giurista tedesco (n. 1810)
- 1880 - Emmanuel d'Alzon, presbitero francese (n. 1810)
- 1880 - John Whitehead Peard, avvocato e militare britannico (n. 1811)
- 1881 - Ami Boué, geologo e antropologo tedesco (n. 1794)
- 1881 - Emilio Maffei, presbitero, poeta e patriota italiano (n. 1809)
- 1881 - Otto Wilhelm Sonder, botanico e farmacista tedesco (n. 1812)
- 1885 - Antonio Maria Panebianco, cardinale italiano (n. 1808)
- 1886 - Charles Francis Adams, Sr., politico statunitense (n. 1807)
- 1886 - Rudolf von Uechtritz, botanico tedesco (n. 1838)
- 1888 - Paolo Ballada di Saint Robert, militare, alpinista e entomologo italiano (n. 1815)
- 1892 - Afanasij Afanas'evič Fet-Šenšin, poeta, traduttore e scrittore russo (n. 1822)
- 1893 - Rudolf Kaltenbach, ginecologo tedesco (n. 1842)
- 1893 - Jeremiah McLain Rusk, politico e militare statunitense (n. 1830)
- 1894 - Sansone D'Ancona, politico italiano (n. 1814)
- 1894 - Ippolito Ragghianti, violinista italiano (n. 1865)
- 1895 - Augusto Ferri, scenografo e pittore italiano (n. 1829)
- 1895 - Alfred Noack, fotografo tedesco (n. 1833)
- 1895 - Andrea Verga, medico e politico italiano (n. 1811)
- 1897 - Charles Edward Pollock, avvocato inglese (n. 1823)
- 1898 - René Reille, politico, militare e nobile francese (n. 1835)
- 1899 - Maria di Baden, nobile (n. 1834)
- 1899 - Francesco Ceva Grimaldi, politico italiano (n. 1831)
- 1899 - Antonio Crico, pittore e patriota italiano (n. 1835)
- 1899 - Garret Hobart, politico statunitense (n. 1844)
- 1900 - Antonio Susini, generale italiano (n. 1819)

## XX secolo(252)
- 1901 - Ludovico Pepe, storico italiano (n. 1853)
- 1902 - Franciszka Siedliska, religiosa polacca (n. 1842)
- 1902 - Fëdor Ignat'evič Stravinskij, basso russo (n. 1843)
- 1906 - Mariano Padilla y Ramos, baritono spagnolo (n. 1842)
- 1909 - Peder Severin Krøyer, pittore danese (n. 1851)
- 1910 - Albert Nasse, canottiere statunitense (n. 1878)
- 1910 - Léon de Janzé, dirigente sportivo e politico francese (n. 1848)
- 1911 - Enoch Marvin Banks, storico statunitense (n. 1877)
- 1912 - Luigi Marino, filosofo, storico e letterato italiano (n. 1847)
- 1912 - Máximo Tajes, politico uruguaiano (n. 1852)
- 1913 - Francesco Acri, filosofo italiano (n. 1834)
- 1916 - Federico Carbonetti, cantante lirico italiano (n. 1854)
- 1916 - Francesco Giuseppe I d'Austria, sovrano austriaco (n. 1830)
- 1917 - Giuseppe Gattini, politico e storico italiano (n. 1843)
- 1917 - Arthur Lakes, geologo, scrittore e pittore britannico (n. 1844)
- 1919 - William Joseph Rainbow, aracnologo e entomologo australiano (n. 1856)
- 1920 - Blasius von Schemua, generale austriaco (n. 1856)
- 1922 - Iwan Bloch, dermatologo e psichiatra tedesco (n. 1872)
- 1922 - Ricardo Flores Magón, anarchico, rivoluzionario e giornalista messicano (n. 1874)
- 1922 - Felice Santini, medico, militare e politico italiano (n. 1850)
- 1923 - Ralph Delmore, attore statunitense (n. 1853)
- 1924 - Florence Harding, first lady statunitense (n. 1860)
- 1924 - Alois Riehl, filosofo austriaco (n. 1844)
- 1925 - Angelo Mazzi, storico, bibliotecario e politico italiano (n. 1841)
- 1925 - Robert Wrenn, tennista statunitense (n. 1873)
- 1926 - Ned Cummins, golfista statunitense (n. 1886)
- 1926 - Zofka Kveder, scrittrice e attivista slovena (n. 1878)
- 1926 - Raul de Leoni, poeta, scrittore e politico brasiliano (n. 1895)
- 1926 - Joseph McKenna, politico statunitense (n. 1843)
- 1927 - Laurits Tuxen, pittore e scultore danese (n. 1853)
- 1927 - Arturo Vecchini, avvocato e politico italiano (n. 1857)
- 1928 - Edward Connelly, attore statunitense (n. 1859)
- 1928 - Enrico XXVII di Reuss-Gera, nobile tedesco (n. 1858)
- 1928 - Hermann Sudermann, scrittore e drammaturgo tedesco (n. 1857)
- 1928 - Giacomo Ciro Turra, calciatore e arbitro di calcio italiano (n. 1894)
- 1929 - José Olaguer-Feliú, generale spagnolo (n. 1857)
- 1929 - Jacob Cornelis van Slee, teologo, presbitero e bibliotecario olandese (n. 1841)
- 1930 - Clelia Merloni, religiosa italiana (n. 1861)
- 1931 - Bruno von Mudra, generale tedesco (n. 1851)
- 1931 - Karl Wessely, papirologo, paleografo e filologo austriaco (n. 1860)
- 1932 - Alessandro Anselmi, patriota e politico italiano (n. 1848)
- 1932 - Pietro Bonfante, giurista italiano (n. 1864)
- 1932 - Filippo Cavallini, avvocato, politico e imprenditore italiano (n. 1851)
- 1932 - Annibale De Lotto, scultore italiano (n. 1877)
- 1933 - Christian Bäumler, medico tedesco (n. 1836)
- 1933 - Norval MacGregor, regista, attore e produttore cinematografico statunitense (n. 1862)
- 1934 - Aldo Finzi, matematico italiano (n. 1878)
- 1934 - Jimmy Lawrence, allenatore di calcio e calciatore scozzese (n. 1885)
- 1934 - Harry Littlewort, calciatore inglese (n. 1882)
- 1935 - Costanzo Ciarletta, ingegnere italiano (n. 1850)
- 1935 - Gaetano Giardino, generale e politico italiano (n. 1864)
- 1935 - Ibrahim Hananu, funzionario siriano (n. 1869)
- 1935 - Agnes Pockels, chimica tedesca (n. 1862)
- 1935 - Herbert Sumney, golfista statunitense (n. 1870)
- 1937 - Henri Caïn, drammaturgo e librettista francese (n. 1857)
- 1938 - Leopold Godowski, compositore, pianista e insegnante lituano (n. 1870)
- 1938 - Jean d'Ylen, illustratore francese (n. 1886)
- 1939 - Émile Guépratte, ammiraglio francese (n. 1856)
- 1940 - Loris Annibaldi, medico e militare italiano (n. 1912)
- 1940 - Filiberto Barreca, militare italiano (n. 1918)
- 1940 - Antonio Broussard, militare italiano (n. 1920)
- 1940 - Gjanaj Rahman, militare italiano (n. 1907)
- 1941 - Alberto Cassoli, militare italiano (n. 1890)
- 1941 - Ivan Clustine, coreografo russo (n. 1862)
- 1941 - Giovanni De Agostini, editore, geografo e cartografo italiano (n. 1863)
- 1941 - Oswald Duda, entomologo tedesco (n. 1869)
- 1941 - Carlo Garbieri, arbitro di calcio, dirigente sportivo e militare italiano (n. 1895)
- 1941 - George Morren, pittore belga (n. 1868)
- 1941 - Alfredo Serranti, militare italiano (n. 1896)
- 1941 - Vincenzo Vitale, militare italiano (n. 1908)
- 1942 - Luigi Antonelli, drammaturgo italiano (n. 1877)
- 1942 - Leopold Berchtold, politico austriaco (n. 1863)
- 1942 - Clementina Gilly, scrittrice, poetessa e traduttrice svizzera (n. 1858)
- 1942 - James Barry Munnik Hertzog, generale e politico sudafricano (n. 1866)
- 1942 - Einar Lönnberg, zoologo svedese (n. 1865)
- 1942 - Luigi Marini, tenore italiano (n. 1884)
- 1943 - Umberto Franzini, calciatore italiano (n. 1919)
- 1943 - Ernst zu Reventlow, militare, giornalista e scrittore tedesco (n. 1869)
- 1944 - Egisto Cagnoni, sindacalista e politico italiano (n. 1875)
- 1944 - Joseph Caillaux, politico francese (n. 1863)
- 1944 - Franz Hecker, pittore tedesco (n. 1870)
- 1944 - Adolf Jäger, calciatore tedesco (n. 1889)
- 1944 - Ferenc Kemény, dirigente sportivo e educatore ungherese (n. 1860)
- 1944 - Giorgio Paglia, patriota, partigiano e antifascista italiano (n. 1922)
- 1944 - Nicola Serra, antifascista italiano (n. 1918)
- 1944 - Eliot Stannard, sceneggiatore inglese (n. 1888)
- 1945 - Robert Benchley, giornalista, attore e sceneggiatore statunitense (n. 1889)
- 1945 - Vincenzo Cento, pedagogista italiano (n. 1888)
- 1945 - Ellen Glasgow, scrittrice e poetessa statunitense (n. 1873)
- 1945 - Alexander Patch, generale statunitense (n. 1889)
- 1946 - Eduardo Marquina, scrittore, poeta e drammaturgo spagnolo (n. 1879)
- 1946 - Antonio Zanussi, imprenditore italiano (n. 1890)
- 1947 - George Le Guere, attore statunitense (n. 1887)
- 1948 - Edward Cadbury, imprenditore e filantropo britannico (n. 1873)
- 1948 - Béla Miklós, generale e politico ungherese (n. 1890)
- 1948 - Edmund Stirling, fotografo statunitense (n. 1861)
- 1949 - Mario Casanuova Jerserinch, ammiraglio e politico italiano (n. 1867)
- 1950 - Vittorio Cordero di Montezemolo, generale e aviatore italiano (n. 1862)
- 1951 - Edmund Fellowes, musicologo britannico (n. 1870)
- 1952 - Henriette Roland Holst, scrittrice olandese (n. 1869)
- 1953 - Felice Bonetto, pilota automobilistico italiano (n. 1903)
- 1953 - William Daffern, calciatore inglese (n. 1882)
- 1953 - Jean Dubly, calciatore francese (n. 1886)
- 1953 - Larry Shields, musicista e clarinettista statunitense (n. 1893)
- 1954 - Edward Coxen, attore britannico (n. 1880)
- 1954 - Karol Rathaus, compositore e docente austriaco (n. 1895)
- 1955 - Edward Dierkes, calciatore statunitense (n. 1886)
- 1956 - Robert Rössle, patologo tedesco (n. 1876)
- 1957 - Cary Augustus Hardee, politico statunitense (n. 1876)
- 1958 - Giovanni D'Antoni, generale italiano (n. 1890)
- 1958 - Mel Ott, giocatore di baseball e allenatore di baseball statunitense (n. 1909)
- 1959 - Max Baer, pugile e attore statunitense (n. 1909)
- 1959 - Pietro Bellora, politico e imprenditore italiano (n. 1891)
- 1959 - Bertus Freese, calciatore olandese (n. 1902)
- 1960 - Leopoldo Torres Balbás, architetto e restauratore spagnolo (n. 1888)
- 1961 - Edward Dahl, mezzofondista svedese (n. 1886)
- 1961 - Ferenc Mező, poeta ungherese (n. 1885)
- 1961 - Carlo Petrone, politico italiano (n. 1899)
- 1962 - Frank Amyot, canoista canadese (n. 1904)
- 1962 - Salvatore Cambosu, scrittore e giornalista italiano (n. 1895)
- 1962 - Sao Shwe Thaik, politico birmano (n. 1894)
- 1962 - Angelo Vasta, dirigente sportivo italiano (n. 1901)
- 1963 - Francis Alonzo Bartlett, botanico statunitense (n. 1882)
- 1963 - Rinaldo Bianchetti, scacchista e compositore di scacchi italiano (n. 1882)
- 1963 - Pierre Blanchar, attore e regista francese (n. 1892)
- 1963 - Otto Matzerath, direttore d'orchestra tedesco (n. 1914)
- 1963 - Robert Stroud, criminale e ornitologo statunitense (n. 1890)
- 1964 - Paul Bernier, arcivescovo cattolico canadese (n. 1906)
- 1965 - Naoum Blinder, violinista e insegnante statunitense (n. 1889)
- 1965 - Ulderico Giovacchini, pittore italiano (n. 1890)
- 1966 - Władysław Bortnowski, generale polacco (n. 1891)
- 1967 - Ciriaco Del Pozzo, politico e medico italiano (n. 1905)
- 1967 - Bruno Leoni, filosofo, giurista e politologo italiano (n. 1913)
- 1967 - Florence Reed, attrice statunitense (n. 1883)
- 1968 - Irene Riboni, traduttrice e critica letteraria italiana (n. 1892)
- 1969 - Lia Angeleri, attrice italiana (n. 1922)
- 1969 - Arnoldo Ellerman, compositore di scacchi argentino (n. 1893)
- 1969 - Norman Lindsay, artista, scultore e scrittore australiano (n. 1879)
- 1969 - John Loaring, ostacolista e velocista canadese (n. 1915)
- 1969 - Mutesa II di Buganda, politico ugandese (n. 1924)
- 1970 - Newsy Lalonde, hockeista su ghiaccio e allenatore di hockey su ghiaccio canadese (n. 1887)
- 1970 - Chandrasekhara Venkata Raman, fisico indiano (n. 1888)
- 1970 - Percy Ernst Schramm, storico tedesco (n. 1894)
- 1971 - Cesare Degli Occhi, avvocato e politico italiano (n. 1893)
- 1971 - Eden Fumagalli, imprenditore italiano (n. 1891)
- 1971 - Josef Košťálek, calciatore cecoslovacco (n. 1909)
- 1971 - Franco Schirato, attore e direttore del doppiaggio italiano (n. 1893)
- 1972 - Vera Inber, poetessa, giornalista e scrittrice sovietica (n. 1890)
- 1972 - Erwin Nestle, teologo e filologo classico tedesco (n. 1883)
- 1972 - Fred Tilson, calciatore britannico (n. 1904)
- 1973 - Vincenzo Chiabotto, calciatore italiano (n. 1899)
- 1973 - Roy Fedden, ingegnere britannico (n. 1885)
- 1973 - Vitalien Laurent, presbitero e bizantinista francese (n. 1896)
- 1973 - Carlo Micheluzzi, attore italiano (n. 1886)
- 1974 - William Andrewes, ammiraglio inglese (n. 1899)
- 1974 - Frank Martin, compositore svizzero (n. 1890)
- 1974 - Francisc Spielmann, calciatore ungherese (n. 1907)
- 1975 - Detto Dalmastro, partigiano, politico e dirigente d'azienda italiano (n. 1907)
- 1975 - Gunnar Gunnarsson, scrittore islandese (n. 1889)
- 1975 - Fritz Semb-Thorstvedt, calciatore norvegese (n. 1892)
- 1975 - François de Roubaix, musicista e compositore francese (n. 1939)
- 1976 - Niles Welch, attore statunitense (n. 1888)
- 1977 - Richard Carlson, attore e regista statunitense (n. 1912)
- 1977 - Salvatore Rebecchini, ingegnere e politico italiano (n. 1891)
- 1977 - Boris Borisovič Rodendorf, paleontologo e entomologo sovietico (n. 1904)
- 1977 - Paul Schöffler, baritono tedesco (n. 1897)
- 1978 - Guido Gambarini, musicista e compositore italiano (n. 1907)
- 1978 - Hermann Hänggi, ginnasta svizzero (n. 1894)
- 1978 - Francesco Giacomo Tricomi, matematico italiano (n. 1897)
- 1979 - Maurizio Arena, attore, regista e sceneggiatore italiano (n. 1933)
- 1979 - Vittorio Battaglini, carabiniere italiano (n. 1935)
- 1979 - Mario Tosa, carabiniere italiano (n. 1953)
- 1980 - Antonino D'Angelo, poliziotto italiano (n. 1955)
- 1980 - Sara García, attrice messicana (n. 1895)
- 1980 - László Rédei, matematico ungherese (n. 1900)
- 1980 - Erich Reschke, sindacalista e politico tedesco (n. 1902)
- 1980 - Walter Rilla, attore e regista tedesco (n. 1894)
- 1982 - Maria Luisa Boncompagni, conduttrice radiofonica italiana (n. 1892)
- 1982 - Georges Chamarat, attore francese (n. 1901)
- 1982 - Pierre Gaxotte, giornalista e storico francese (n. 1895)
- 1982 - John Hargrave, politico britannico (n. 1894)
- 1982 - Lucio Lombardo Radice, matematico, pedagogista e politico italiano (n. 1916)
- 1982 - Lee Patrick, attrice statunitense (n. 1901)
- 1982 - Arturo Rodríguez, pugile e rugbista a 15 argentino (n. 1907)
- 1982 - Joseph Sica, mafioso statunitense (n. 1911)
- 1983 - Alphonse Barbé, attivista, anarchico e editore francese (n. 1885)
- 1983 - Giuseppe Corsini, politico italiano (n. 1897)
- 1983 - Domenico Meccoli, giornalista e sceneggiatore italiano (n. 1913)
- 1983 - Giuseppe Vavassori, calciatore e allenatore di calcio italiano (n. 1934)
- 1984 - Simon Scuddamore, attore britannico (n. 1956)
- 1985 - René Dedieu, calciatore francese (n. 1898)
- 1985 - Henri Vincenot, pittore, scrittore e scultore francese (n. 1912)
- 1985 - Mirosława Zakrzewska, pallavolista, cestista e pallamanista polacca (n. 1932)
- 1986 - Jerry Colonna, attore statunitense (n. 1904)
- 1986 - Edgardo Mannucci, scultore italiano (n. 1904)
- 1986 - Marcelino Sánchez, attore portoricano (n. 1957)
- 1987 - Salvatore Bruno, scultore italiano (n. 1893)
- 1987 - Ivan Jandl, attore ceco (n. 1937)
- 1987 - Axel Ståhle, cavaliere svedese (n. 1891)
- 1988 - Giorgio Bozzato, allenatore di calcio e calciatore italiano (n. 1930)
- 1988 - Virgilio Carbonari, baritono e pittore italiano (n. 1925)
- 1988 - Mauro Fondi, pittore italiano (n. 1913)
- 1988 - Carl Hubbell, giocatore di baseball statunitense (n. 1903)
- 1988 - Pál Kalmár, cantante ungherese (n. 1900)
- 1990 - José Oscar Zelaya Alonso, cestista brasiliano (n. 1912)
- 1990 - Pierre Musy, bobbista svizzero (n. 1910)
- 1990 - Ralph Siewert, cestista statunitense (n. 1923)
- 1991 - Daniel Mann, regista statunitense (n. 1912)
- 1991 - Ernest Dichter, psicologo austriaco (n. 1907)
- 1992 - Vicente Arraya, calciatore boliviano (n. 1922)
- 1992 - Severino Gazzelloni, flautista italiano (n. 1919)
- 1992 - Kaysone Phomvihane, rivoluzionario e politico laotiano (n. 1920)
- 1992 - Gad Tedeschi, giurista italiano (n. 1907)
- 1993 - Bill Bixby, attore, regista e produttore televisivo statunitense (n. 1934)
- 1993 - Masaru Furukawa, nuotatore giapponese (n. 1936)
- 1993 - Nicola Musmeci, pilota automobilistico italiano (n. 1912)
- 1993 - Fernand Picard, progettista francese (n. 1906)
- 1993 - Bruno Rossi, fisico italiano (n. 1905)
- 1993 - Richard Wordsworth, attore inglese (n. 1915)
- 1994 - T. Carmi, poeta, traduttore e scrittore israeliano (n. 1925)
- 1994 - Fausto Faglioni, calciatore italiano (n. 1897)
- 1994 - Jānis Krūmiņš, cestista sovietico (n. 1930)
- 1994 - Thomas Kuchel, politico statunitense (n. 1914)
- 1994 - Pino Locchi, attore, doppiatore e direttore del doppiaggio italiano (n. 1925)
- 1994 - Willem Jacob Luyten, astronomo statunitense (n. 1899)
- 1995 - Peter Grant, produttore discografico e manager britannico (n. 1935)
- 1995 - Dorothy Jeakins, costumista statunitense (n. 1914)
- 1995 - Fabrizio Levati, allenatore di calcio e dirigente sportivo italiano (n. 1945)
- 1995 - Leon Lishner, basso-baritono e insegnante statunitense (n. 1913)
- 1995 - Leila Mourad, cantante e attrice egiziana (n. 1918)
- 1996 - Sandro Continenza, sceneggiatore e autore televisivo italiano (n. 1920)
- 1996 - Angela Gotelli, politica e partigiana italiana (n. 1905)
- 1996 - Olindo Pasqualetti, latinista e poeta italiano (n. 1916)
- 1996 - Abdus Salam, fisico pakistano (n. 1926)
- 1996 - Ulises Saucedo, allenatore di calcio e arbitro di calcio boliviano (n. 1902)
- 1997 - Francesco Onorato Alici, politico italiano (n. 1929)
- 1997 - Bill Boyd, giocatore di poker statunitense (n. 1906)
- 1997 - Julian Jaynes, psicologo statunitense (n. 1920)
- 1997 - Jack Purvis, attore britannico (n. 1937)
- 1997 - Dina Rinaldi, giornalista italiana (n. 1921)
- 1997 - Teuku Muhammad Hasan, politico indonesiano (n. 1906)
- 1998 - Dariush Forouhar, politico iraniano (n. 1928)
- 1998 - James C. Lucas, criminale statunitense (n. 1912)
- 1998 - Fabian Ver, generale filippino (n. 1920)
- 1999 - Alphonse Antoine, ciclista su strada francese (n. 1915)
- 1999 - Quentin Crisp, scrittore, modello e attore britannico (n. 1908)
- 1999 - Ralph Foody, attore statunitense (n. 1928)
- 1999 - Marie Kraja, soprano albanese (n. 1911)
- 2000 - Benedetto Calati, monaco cristiano italiano (n. 1914)
- 2000 - Harald Leipnitz, attore tedesco (n. 1926)
- 2000 - Ernest Lluch, economista e politico spagnolo (n. 1937)
- 2000 - Roger Williams Wescott, antropologo e linguista statunitense (n. 1925)

## XXI secolo(124)
- 2001 - Ralph Burns, pianista, arrangiatore e compositore statunitense (n. 1922)
- 2001 - Seydou Keïta, fotografo maliano (n. 1921)
- 2001 - Gardner McKay, attore statunitense (n. 1932)
- 2001 - Giuseppe Saccone, calciatore e pittore italiano (n. 1918)
- 2001 - Salahuddin di Selangor, sovrano malese (n. 1926)
- 2002 - Elliot Berg, economista e saggista statunitense (n. 1927)
- 2002 - Emanuele Bettini, poeta, scrittore e pittore italiano (n. 1917)
- 2002 - Hadda Brooks, pianista, cantante e compositrice statunitense (n. 1916)
- 2002 - Luciano B. Carlos, regista, sceneggiatore e attore filippino (n. 1925)
- 2002 - Arturo Guzmán Decena, militare e criminale messicano (n. 1976)
- 2002 - Norihito, principe Takamado, principe giapponese (n. 1954)
- 2003 - Bill Haarlow, cestista statunitense (n. 1913)
- 2003 - Emil Pažický, calciatore cecoslovacco (n. 1927)
- 2003 - Armand Putzeyse, ciclista su strada belga (n. 1916)
- 2004 - Harvey Bennett, hockeista su ghiaccio canadese (n. 1925)
- 2004 - Vittorio Felisati, pittore italiano (n. 1912)
- 2004 - Bertus Hoogerman, calciatore olandese (n. 1938)
- 2004 - Gelsomina Verde, italiana (n. 1982)
- 2004 - Mashhoor bin Sa'ud Al Sa'ud, principe saudita (n. 1954)
- 2006 - Hassan Gouled Aptidon, politico gibutiano (n. 1916)
- 2006 - Enzo Berlanda, politico italiano (n. 1927)
- 2006 - Pierre Amine Gemayel, politico libanese (n. 1972)
- 2006 - Robert Lockwood Jr., chitarrista e cantante statunitense (n. 1915)
- 2006 - Antonio Salvadori, baritono italiano (n. 1949)
- 2006 - Gian Pietro Tagliaferri, calciatore e allenatore di calcio italiano (n. 1959)
- 2006 - Bruna Talluri, partigiana, politica e saggista italiana (n. 1923)
- 2006 - Romano Viviani, architetto italiano (n. 1927)
- 2007 - Fernando Fernán Gómez, scrittore, drammaturgo e regista spagnolo (n. 1921)
- 2007 - Franco Grillone, allenatore di calcio e calciatore italiano (n. 1925)
- 2007 - James Larry Strong, giocatore di baseball, allenatore di baseball e cestista statunitense (n. 1918)
- 2007 - Richard Leigh, romanziere statunitense (n. 1943)
- 2007 - František Picek, cestista cecoslovacco (n. 1912)
- 2007 - Herbert Saffir, ingegnere statunitense (n. 1917)
- 2008 - Giacomo Bozzano, pugile italiano (n. 1933)
- 2008 - Malevo Ferreyra, poliziotto argentino (n. 1945)
- 2009 - Konstantin Petrovič Feoktistov, ingegnere e cosmonauta sovietico (n. 1926)
- 2010 - Willis Burks II, attore statunitense (n. 1935)
- 2010 - Bruno Fornasaro, allenatore di calcio e calciatore italiano (n. 1935)
- 2010 - Herbert Pohl, calciatore tedesco (n. 1916)
- 2010 - Philip Skell, chimico statunitense (n. 1918)
- 2011 - Jim Lewis, calciatore inglese (n. 1927)
- 2011 - Anne McCaffrey, scrittrice e autrice di fantascienza statunitense (n. 1926)
- 2011 - Hal Patterson, giocatore di football americano statunitense (n. 1932)
- 2011 - Bruno Rosada, filologo e critico letterario italiano (n. 1936)
- 2011 - Roberto Spizzichino, batterista, artigiano e artista italiano (n. 1944)
- 2012 - Vladka Meed, partigiana, scrittrice e superstite dell'Olocausto polacca (n. 1921)
- 2012 - Nedu Onyeuku, cestista nigeriano (n. 1983)
- 2012 - Deborah Raffin, attrice statunitense (n. 1953)
- 2013 - Saverio Catania, politico italiano (n. 1935)
- 2013 - Vern Mikkelsen, cestista, allenatore di pallacanestro e dirigente sportivo statunitense (n. 1928)
- 2013 - Bernard Parmegiani, compositore francese (n. 1927)
- 2013 - Piero Sammataro, attore e regista teatrale italiano (n. 1938)
- 2013 - Conrad Susa, compositore statunitense (n. 1935)
- 2013 - Maurice Vachon, wrestler e lottatore canadese (n. 1929)
- 2014 - Zdeněk Bobrovský, cestista e allenatore di pallacanestro cecoslovacco (n. 1933)
- 2014 - Claudio Cesa, filosofo italiano (n. 1928)
- 2014 - Paul von Ragué Schleyer, chimico statunitense (n. 1930)
- 2015 - Bob Foster, pugile statunitense (n. 1937)
- 2015 - Linda Haglund, velocista svedese (n. 1956)
- 2015 - Kim Young-sam, politico sudcoreano (n. 1927)
- 2015 - Paku Alam IX, politico e nobile indonesiano (n. 1938)
- 2015 - Joseph Silverstein, violinista, docente e direttore d'orchestra statunitense (n. 1932)
- 2015 - Zoran Ubavič, calciatore sloveno (n. 1965)
- 2016 - Arnaldo Mauri, economista italiano (n. 1932)
- 2016 - Matthias Mauritz, calciatore tedesco (n. 1924)
- 2016 - Hassan Sadpara, alpinista pakistano (n. 1963)
- 2016 - Vladimir Semënov, pallanuotista sovietico (n. 1938)
- 2016 - Cesare Tassetto, carabiniere italiano (n. 1920)
- 2016 - William Trevor, scrittore e drammaturgo irlandese (n. 1928)
- 2016 - René Vignal, calciatore francese (n. 1926)
- 2017 - Peter Berling, attore, scrittore e sceneggiatore tedesco (n. 1934)
- 2017 - David Cassidy, attore, cantante e chitarrista statunitense (n. 1950)
- 2017 - Wayne Cochran, cantante statunitense (n. 1939)
- 2017 - Dan Fitzgerald, attore statunitense (n. 1928)
- 2017 - Luis Garisto, calciatore uruguaiano (n. 1945)
- 2017 - Valentin Huot, ciclista su strada francese (n. 1929)
- 2017 - Otto Luttrop, allenatore di calcio e calciatore tedesco (n. 1939)
- 2017 - Massimo Quaini, geografo italiano (n. 1941)
- 2017 - Masao Sugiuchi, giocatore di go giapponese (n. 1920)
- 2018 - Giuseppe Dante, ciclista su strada italiano (n. 1931)
- 2018 - George Howard, ebraista statunitense (n. 1935)
- 2018 - Alessandra Lavagnino, scrittrice e entomologa italiana (n. 1927)
- 2018 - Gianfranco Rastrelli, sindacalista e politico italiano (n. 1932)
- 2019 - Thomas Butler, bobbista statunitense (n. 1932)
- 2019 - Ermanno Cristin, calciatore italiano (n. 1945)
- 2019 - Giuseppe Ghilarducci, presbitero e archivista italiano (n. 1935)
- 2019 - Bengt-Erik Grahn, sciatore alpino svedese (n. 1941)
- 2019 - Gugu Liberato, showman, cantante e attore brasiliano (n. 1959)
- 2019 - Pamela Lincoln, attrice statunitense (n. 1937)
- 2019 - Michael J. Pollard, attore statunitense (n. 1939)
- 2019 - Toshio Saeki, illustratore e pittore giapponese (n. 1945)
- 2020 - Dena Dietrich, attrice statunitense (n. 1928)
- 2020 - László Dániel, militare e aviatore ungherese (n. 1922)
- 2020 - Pedro Fernández Cantero, calciatore paraguaiano (n. 1946)
- 2020 - Oliver Friggieri, scrittore, poeta e critico letterario maltese (n. 1947)
- 2020 - Beppe Modenese, dirigente d'azienda italiano (n. 1929)
- 2020 - Jožef Smej, vescovo cattolico, teologo e scrittore sloveno (n. 1922)
- 2021 - Robert Bly, poeta statunitense (n. 1926)
- 2021 - Mariėtta Omarovna Čudakova, scrittrice, critica letteraria e insegnante russa (n. 1937)
- 2021 - Antonio Escohotado, filosofo, giurista e saggista spagnolo (n. 1941)
- 2021 - Vincenzo La Russa, avvocato italiano (n. 1938)
- 2021 - Pere Riutort Mestre, presbitero, pedagogo e filologo spagnolo (n. 1935)
- 2021 - John Sewell, calciatore e allenatore di calcio inglese (n. 1936)
- 2021 - Lino Tardia, pittore italiano (n. 1938)
- 2021 - Josef van Ess, islamista tedesco (n. 1934)
- 2022 - Ezio Alovisi, regista italiano (n. 1933)
- 2022 - Roberto Brunelli, religioso, scrittore e critico d'arte italiano (n. 1938)
- 2022 - Wilko Johnson, cantautore, chitarrista e attore britannico (n. 1947)
- 2022 - Kálmán Mészöly, calciatore e allenatore di calcio ungherese (n. 1941)
- 2022 - Margherita Mo, partigiana italiana (n. 1923)
- 2022 - Jürgen Nöldner, calciatore tedesco orientale (n. 1941)
- 2022 - Ed Parish Sanders, teologo statunitense (n. 1937)
- 2023 - Severino Baraldi, illustratore italiano (n. 1930)
- 2023 - Bettina Moissi, attrice tedesca (n. 1923)
- 2023 - Paul Tịnh Nguyễn Bình Tĩnh, vescovo cattolico vietnamita (n. 1930)
- 2023 - Georges Perroud, calciatore svizzero (n. 1941)
- 2023 - Jerónimo Saavedra, politico spagnolo (n. 1936)
- 2023 - Dale Spender, scrittrice e anglista australiana (n. 1943)
- 2024 - Gianfranco Dalla Barba, schermidore e neurologo italiano (n. 1957)
- 2024 - Giuseppe Falco, cestista italiano (n. 1972)
- 2024 - Andrea Kékesy, pattinatrice artistica su ghiaccio ungherese (n. 1926)
- 2024 - Manfredo Pinzauti, fotografo italiano (n. 1964)
- 2024 - Jürgen Thormann, attore, doppiatore e regista tedesco (n. 1928)
- 2024 - Vicente de la Mata, calciatore argentino (n. 1944)

## Senza anno specificato(1)
- Maria di Bulgaria, nobile bizantina